# Intel 8216

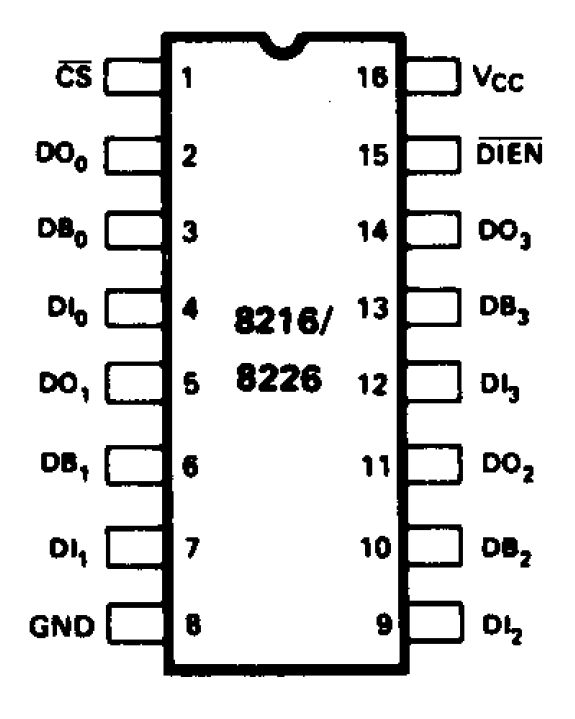
Pinbelegung 8216/8226

Der Intel 8216 ist ein bidirektionaler 4-Bit-Treiber, der für die Intel-8080/8085-Prozessoren entwickelt wurde. Der Baustein wird im 16-Pin-DIL-Gehäuse geliefert. Ist CE (Chip Select) auf GND geschaltet, ist der Baustein angewählt. Mit DIEN (Data in enable) wird die Datenflussrichtung festgelegt (0: DI → DB; 1: DB → DO). Der 8226 besitzt die gleiche Funktionalität, invertiert aber die Daten.
Der Intel 8216 wurde u. a. an NEC und Siemens lizenziert. Vom VEB Halbleiterwerk Frankfurt (Oder) wurde der Intel 8216 als DS8216D hergestellt.

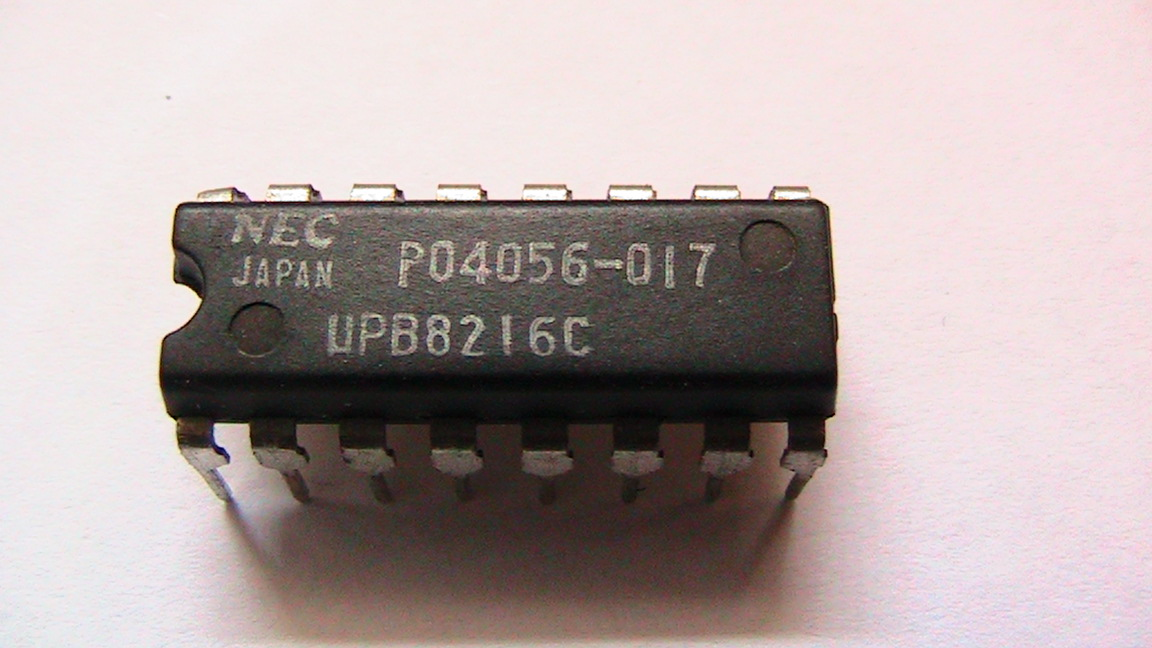
µPB8216C der Firma NEC, Japan
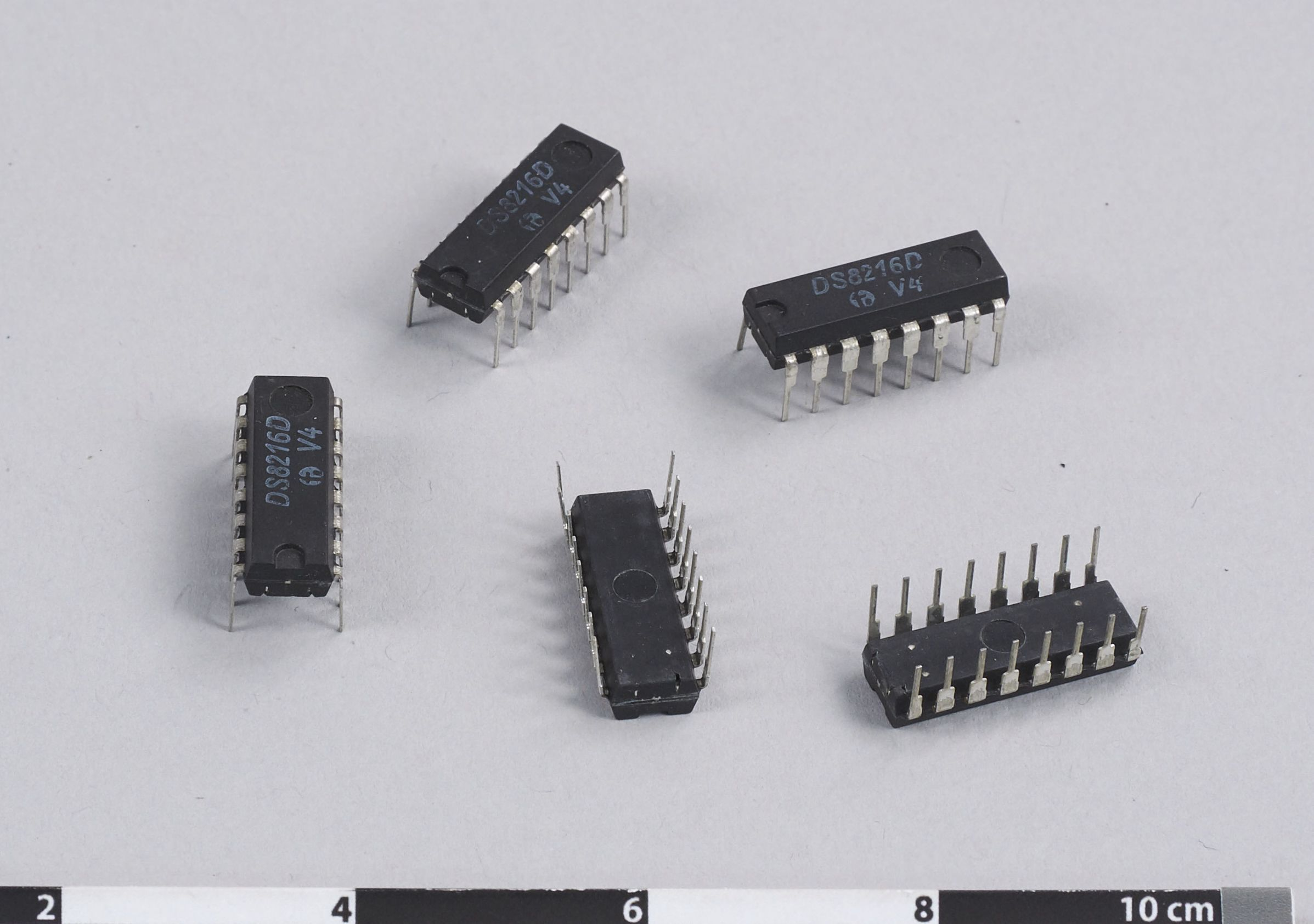
HFO DS8216D im Deutschen Museum
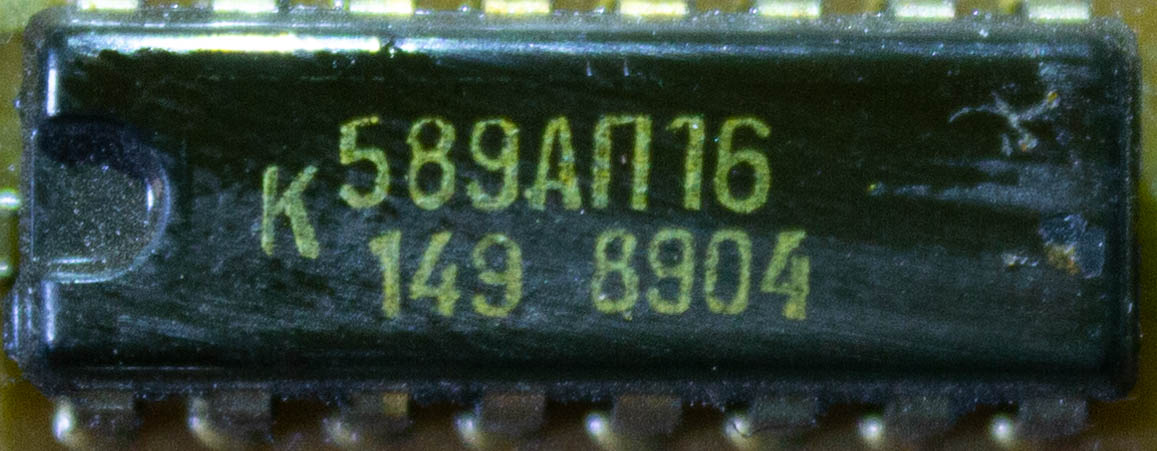
Äquivalenter Schaltkreis K589AP16 aus sowjetischer Produktion

Für die Intel-8086/8087/8088/8089-Prozessoren wurde der 8286 als 8-Bit-Treiber entwickelt.